# 김영란 (필드하키 선수)
김영란(金英蘭, 1985년 8월 1일~)은 대한민국의 필드하키 선수로 포지션은 수비수이다. KT 하키단과 인천광역시체육회 소속으로 활동했다. 대한민국 여자 국가대표팀 소속으로 2008년과 2012년 하계 올림픽에 참가했다.

## 경력
경상남도 김해 출신이며 김해여자고등학교를 졸업하고 2004년에 KT스포츠의 여자 하키팀에 입단했다. 
2014년 아시안 게임을 앞두고 무릎 부상으로 인해 대표팀에서 하차했으며 결국 그 해에 은퇴했다. 이후 고등학교팀 지도자 등으로 활동하다가 2018년에 인천광역시체육회 소속으로 복귀했다.
2020년 하계 올림픽 예선에서 탈락한 후 다시 은퇴했다.

## 학력
- 김해여자고등학교 졸업

## 경력
- 2008년 하계 올림픽 여자 하키 국가대표
- 2010년 아시안 게임 여자 하키 국가대표
- 2012년 하계 올림픽 여자 하키 국가대표

## 수상
- 2010년 아시안 게임 여자 하키 은메달